# Liberation (Pet Shop Boys)
Liberation è una canzone dei Pet Shop Boys estratta come quarto singolo dal loro album Very.

## Descrizione
A differenza dei singoli precedenti, il testo della canzone è profondamente romantico e la canzone è una melodia molto più orchestrata. La scelta di pubblicarla come singolo fu piuttosto insolita in quanto all'epoca erano in voga canzoni con testo e struttura musicale diversi. Ciò nonostante il singolo entrò nella Top 20 della Official Singles Chart, piazzandosi alla 14ª posizione in classifica. Liberation è il singolo che, in termini di classifica, fu più basso dell'album Very.
Fra i b-side del disco singolo, oltre ai vari remix del brano, vi furono inclusi il brano Decadence e una versione remixata di Young Offender, brano che compare nello stesso album Very.

## Video musicale
Il video continua la tematica virtuale utilizzata dal duo sin dal primo singolo dell'album, Can You Forgive Her?, ma a differenza dei singoli precedenti il videoclip non presenta nessun elemento reale (eccetto qualche frammento saltuario del volto di Neil Tennant).
Per la promozione del singolo, durante il mese di aprile, fu creato il "Liberation ride", una sorta di "treno" che viaggiava fra la realtà virtuale del video di Liberation. Durante il viaggio virtuale, venivano proposti anche spezzoni delle maggiori città britanniche.

## Tracce
1. Liberation
2. Decadence
3. Liberation (E Smoove Mix)
4. Liberation (E Smoove 7" Edit)
5. Liberation (Murk Deepstrumental Mix)
6. Liberation (Oscar G's Dopeassdub Mix)
7. Young Offender (Jam & Spoon Trip-o-Matic Fairy Tale Mix)
8. Decadence (Unplugged Mix)

## Classifiche
| Classifica (1994) | Posizione massima |
| ----------------- | ----------------- |
| Germania          | 51                |
| Regno Unito       | 14                |